# ポーランド第二共和国

ポーランド共和国
Rzeczpospolita Polska (ポーランド語)

国歌: Mazurek Dąbrowskiego（ポーランド語）
ドンブロフスキのマズルカ

ポーランド共和国の位置（1930年）

| 先代                                                                                | 次代                                                                          |
| ----------------------------------------------------------------------------------- | ----------------------------------------------------------------------------- |
| ポーランド摂政王国 オーストリア帝国 ドイツ帝国 中部リトアニア ウクライナ ガリツィア | ガリツィア ポーランド亡命政府 ポーランド総督府 白ロシア ウクライナ リトアニア |
ポーランド第二共和国（ポーランドだいにきょうわこく、ポーランド語: II Rzeczpospolita）は、1918年から1939年までの間、現在のポーランド共和国（第三共和国）を中心とする地域に存在した国家である。「第二共和国」とはポーランド・リトアニア共和国（第一共和国）と対比しての呼称で、正式な国号は現在と同じポーランド共和国（波: Rzeczpospolita Polska）。
領土は現在のポーランド共和国と比較して東寄りであった。この領土の変遷については、オーデル・ナイセ線およびカーゾン線を参照。

## 歴史
第一次世界大戦中、実質的にロシア帝国に支配されていたポーランド立憲王国に代わり、ポーランド王国（摂政王国）建国が提案されたが、これは短命に終わった。1915年夏にドイツ帝国やオーストリア＝ハンガリー帝国に占領されていたポーランドは独立を求めていたが、1917年にロシア革命が、1918年にドイツ革命が勃発し、これによってチャンスを得たユゼフ・ピウスツキはワルシャワへ移動し、初代の国家元首に就任した。ピウスツキはポーランドを率いてウクライナ・ポーランド戦争、ポーランド・ソビエト戦争で次々と勝利した。ポーランド・リトアニア戦争の停戦協定が結ばれると、新たに建国された中部リトアニア共和国を選挙によりポーランドへ編入した。さらに、3回にわたって蜂起した上シレジア地方をドイツと分割し、その工業地帯の大半をポーランドに編入した。
ところがピウスツキの同僚だったロマン・ドモフスキは議院内閣制の導入を検討していた。つまり大統領の権限を大幅に制限しようとしていたのである。これを知ったピウスツキは大統領就任を辞退して政界を引退した。その後もピウスツキとドモフスキとの間に対立が続いた。ピウスツキはかつてのポーランド・リトアニア共和国のような民族的寛容さを支持していたのに対し、ドモフスキは近代の民族主義・国民国家を主張していたからである。
結局、1926年にクーデター「五月革命」によってピウスツキが1935年まで政権を掌握した。
1932年と1934年にソ連・ポーランド不可侵条約とドイツ・ポーランド不可侵条約を結んだ。これにより、1938年のミュンヘン会談では有利な結果になり、テッシェンを人民投票によって獲得した。しかし、1939年9月1日から始まったドイツによるポーランド侵攻、続いて同年9月17日からソビエト連邦によるポーランド侵攻が始まった。
ソビエトが駐ソビエトポーランド大使に渡した通牒には「ポーランド国はすでに現存せるものと認めない。ゆえにソビエトはポーランドとの間の諸条約は解消したものと認める」との一文が付け加えられていた。
第二共和国は崩壊したが、その後もポーランドは降伏せず、ロンドンに設置された亡命政府や地下政府がドイツを相手に戦い続けた。戦後もソ連のヨシフ・スターリン主導で共産政権が設置されてしまったため、ポーランド亡命政府は実に1990年までロンドンを拠点とした「亡命」を継続することになる。

## 領域

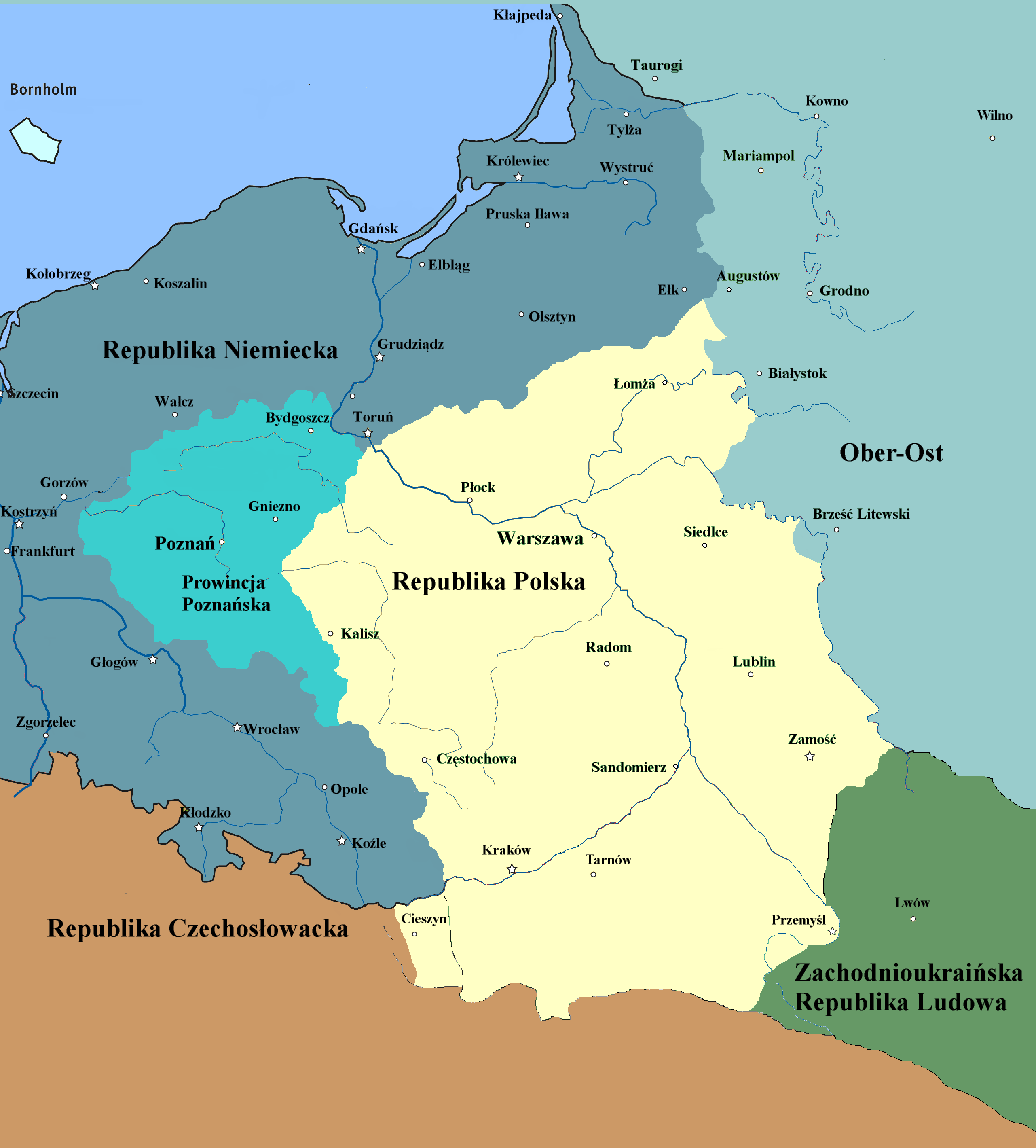
1918年11月中旬のポーランド共和国
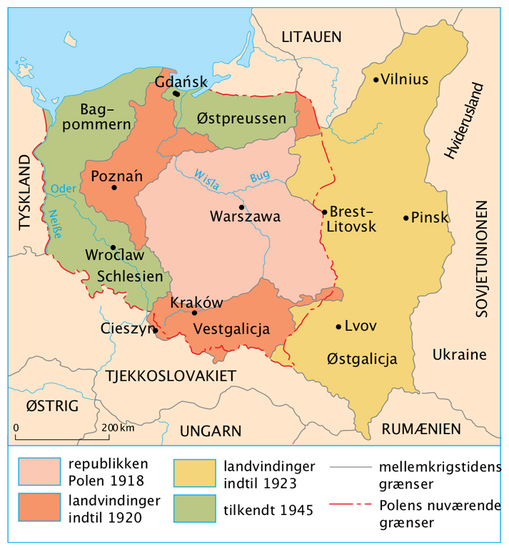
ポーランドの第一次大戦から第二次大戦にかけての領土変遷
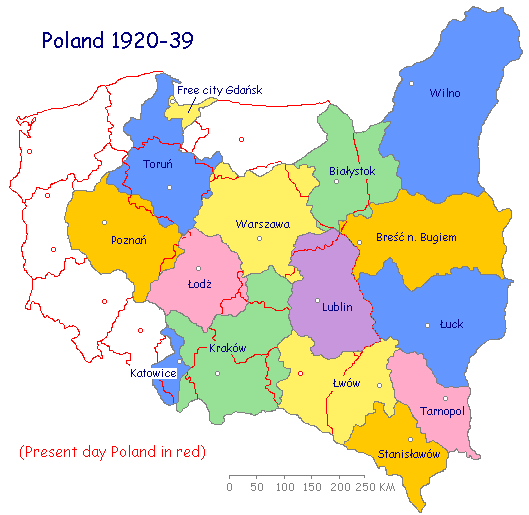
ポーランドの行政区画の変遷

## 国旗

?1919年～1928年の国旗
?1919年～1928年の商船旗
?1919年～1928年の軍艦旗
?1928年～1980年の国旗

## 国章

1919年~1927年の国章
1927年~1939年の国章